# Seseli vandasii
Seseli vandasii är en flockblommig växtart som beskrevs av August von Hayek. Seseli vandasii ingår i släktet säfferötter, och familjen flockblommiga växter. Inga underarter finns listade i Catalogue of Life.